# آندژی مونک
آندژی مونک (لهستانی: Andrzej Munk؛ ۱۶ اکتبر ۱۹۲۱ – ۲۰ سپتامبر ۱۹۶۱) کارگردان و فیلم‌نامه‌نویس اهل لهستان بود.
وی کارگردان فیلم‌هایی همچون مسافر و بدشانسی بوده است.